# Kobra, übernehmen Sie
Kobra, übernehmen Sie (Originaltitel Mission: Impossible) ist eine US-amerikanische Fernsehserie, die von Desilu Productions (später Paramount Television) für CBS produziert wurde. Zwischen 1966 und 1973 entstanden 171 Episoden, verteilt auf sieben Staffeln.
Lediglich 22 Folgen der Serie liefen zwischen 1967 und 1969 im deutschen Fernsehen (ARD). 28 weitere Folgen wurden dort in den Jahren 1978/1987 unter dem abweichenden Titel Unmöglicher Auftrag ausgestrahlt. Die restlichen 121 Folgen wurden erst Anfang der 1990er-Jahre von ProSieben und dem Kabelkanal (sowie dessen Nachfolger Kabel 1) gezeigt. Später war die Serie täglich im Pay-TV auf Sky Nostalgie zu sehen.
Der Ausspruch „Kobra, übernehmen Sie!“, nach dem die ARD-Folgen benannt worden sind, ist im englischen Original nie gefallen.

## Handlung
Im Mittelpunkt der Serie steht die sogenannte Impossible Missions Force (IMF), ein Team von freiberuflichen Geheimagenten, die von der Regierung unmögliche Aufträge erhalten, die sie auf der ganzen Welt mithilfe von ausgefeilten technischen Apparaten und Täuschungsmanövern ausführen. Dabei schlüpfen die Agenten teilweise auch mithilfe von Gesichtsmasken in die Rollen ihrer Gegner. Häufig spielen die Episoden in fiktiven Staaten mit diktatorischen Regimes. In den späteren Staffeln führt die IMF zunehmend häufig auch Aufträge gegen das Syndikat innerhalb der USA durch.
Die Episoden verlaufen fast immer nach einem einheitlichen Schema: Der Leiter des Teams erhält zu Beginn seinen Auftrag per Tonband (teilweise aber auch per Schallplatte oder Kassette) an wechselnden Plätzen (Kinos, Parks, Schrottplätzen, …). Die Botschaft hat dabei immer den gleichen Ablauf: „Guten Morgen, Mister Phelps (Briggs) …“ Es folgt die Auftragsbeschreibung, die mit den Worten endet: „Sollten Sie oder jemand aus Ihrer Spezialeinheit gefangengenommen oder getötet werden, wird der Minister jegliche Kenntnis dieser Operation abstreiten. Dieses Band wird sich in fünf Sekunden selbst vernichten. Viel Glück, Jim (Dan). Kobra, übernehmen Sie!“
Anschließend stellt der Einsatzleiter sein Team zusammen, das (ab der zweiten Staffel) meist aus denselben Mitgliedern besteht. Auf einem Treffen in der Wohnung des Chefs wird das Vorgehen besprochen. In den ersten drei Staffeln bestand das Team überwiegend aus dem Leiter Jim Phelps (bzw. Dan Briggs), dem Model Cinnamon Carter, dem Verwandlungskünstler Rollin Hand, dem Elektronik-Spezialisten Barney Collier und dem Muskelmann Willy Armitage.
Während der Episode verfolgt der Zuschauer, wie sich der komplexe Plan des Teams entfaltet. Auch das Ende fast jeder Episode folgt einem Muster: Das Team sammelt sich nach der erfolgreichen Erfüllung des Auftrages und verschwindet unerkannt.

## Ableger
Bereits 1968/1969 erschien weltweit (jedoch nicht in Deutschland) der Kino-Film Mission: Impossible vs. The Mob. Der Inhalt war letztlich eine auf Kinofassung geschnittene Doppelfolge der Serie.
1988 produzierte Paramount auf Bestellung von ABC eine Neuauflage, die aber nicht mehr an den Erfolg der Originalserie anknüpfen konnte und während der zweiten Staffel nach insgesamt 35 Episoden eingestellt wurde. In dieser Neuauflage spielte neben Peter Graves, der schon im Original als Teamchef zu sehen war, auch Phil Morris mit, dessen Vater Greg im Original das Technik-Genie Barney Collier verkörperte. Die Serie lief unter dem deutschen Titel In geheimer Mission. Nach dem Erfolg des Kinofilms (1996) wurde sie auch unter dem Titel Mission: Impossible – In geheimer Mission gesendet.
Tom Cruise nahm sich dieses Stoffes in den 1990er-Jahren an und brachte den auf der Serie aufbauenden Film Mission: Impossible schließlich 1996 in die Kinos. Cruise übernahm darin auch die Hauptrolle als Geheimagent Ethan Hunt. Diesem Film folgten Mission: Impossible 2 (2000), Mission: Impossible III (2006), Mission: Impossible – Phantom Protokoll (2011) und Mission: Impossible – Rogue Nation (2015), Mission: Impossible – Fallout (2018). Im Juli 2023 kam mit Mission: Impossible – Dead Reckoning Teil Eins der erste Teil der zweiteiligen Abschlussfolge der Serie in die Kinos. Im Mai 2025 folgte  Mission: Impossible – The Final Reckoning. Die Mission-Impossible-Filmreihe gilt als eine der erfolgreichsten Filmreihen.

## Musik
Die Titelmelodie und teilweise auch die Musikuntermalung der Serie wurde von Lalo Schifrin geschrieben. Sie entwickelte sich zum Klassiker der TV-Melodien und wurde auch für die späteren Kinofilme wieder aufgenommen. Für die Titelmelodie wählte Schifrin dabei einen Rhythmus, der dem Morsecode für die Buchstabenfolge „MI“ (▄▄▄ ▄▄▄   ▄ ▄ ) als Abkürzung für „Mission Impossible“ ähnelt.
Außergewöhnlich an der Titelmelodie ist, dass sie im 5⁄4-Takt komponiert wurde, was ihren besonderen Reiz ausmachte. Diese Taktart wird nur äußerst selten verwendet, da es für den Komponisten ausgesprochen schwierig ist, im 5⁄4-Takt eine abgerundete Komposition (den s. g. Groove) herzustellen. Neben der Titelmelodie zur Serie Kobra, übernehmen Sie ist das einzige Lied, das im 5⁄4-Takt geschrieben und dennoch populär wurde, Take Five.
Die Besonderheit des 5⁄4-Takts wurde dann allerdings in der Komposition zur Titelmelodie der Kinofilm-Serie nicht beibehalten. Dort wurde die Melodielinie auf einen gewöhnlichen 4⁄4-Takt übertragen.
Die amerikanische Nu-Metal-Band Limp Bizkit steuerte den Track Take a Look Around zum Kinofilm Mission: Impossible 2 bei, welcher eine Coverversion des Originalthemas ist. Er erschien auf dem dritten Studioalbum der Band, Chocolate Starfish and the Hot Dog Flavored Water, im Jahr 2000 und war gleichzeitig die erste Singleauskopplung. Der Song konnte in den deutschen Charts Platz 4 erreichen. In den UK-Charts platzierte er sich auf der dritten Position und in Spanien und Finnland sogar auf Rang 2.

## Auszeichnungen (Auswahl)
Die Fernsehserie wurde mit zahlreichen Preisen geehrt. Lalo Schifrin, Komponist der Titelmusik, wurde 1968 für seine Musik zur Serie mit dem Grammy ausgezeichnet. Im selben Jahr gewann die Serie in den Kategorien Beste Fernsehshow und Bester Fernsehstar – männlich je einen Golden Globe. 1971 wurde Darsteller Peter Graves mit dem Golden Globe als Bester Fernsehstar ausgezeichnet. Von 1967 bis 1973 konnte Kobra, übernehmen Sie fünf Emmys gewinnen.

## Filmografie
Die Idee von Bruce Geller bildet die Grundlage für zwei Fernsehserien und bisher acht Kinofilme.
- Originalserie:
  - 1966–1973: 7 Staffeln

- Neuauflage:
  - 1988–1990: 2 Staffeln

- Kinofilme:
  - 1996: Mission: Impossible (Regie: Brian De Palma)
  - 2000: Mission: Impossible 2 (Regie: John Woo)
  - 2006: Mission: Impossible III (Regie: J. J. Abrams)
  - 2011: Mission: Impossible – Phantom Protokoll (Regie: Brad Bird)
  - 2015: Mission: Impossible – Rogue Nation (Regie: Christopher McQuarrie)
  - 2018: Mission: Impossible – Fallout (Regie: Christopher McQuarrie)
  - 2023: Mission: Impossible – Dead Reckoning Teil Eins (Regie: Christopher McQuarrie)
  - 2025: Mission: Impossible – The Final Reckoning (Regie: Christopher McQuarrie)

## Sonstiges
- Das tatsächlich bestehende Einsatzkommando Cobra des österreichischen Innenministeriums erhielt seinen Namen, nachdem es von Journalisten wiederholt mit der fiktiven Organisation Kobra verglichen worden war.
- Während der Charakter Jim Phelps in den beiden Serien zu den Guten gehört, ist er in der Verfilmung von 1996 der Gegenspieler, gespielt von Jon Voight.
- Die 300. Folge von Alarm für Cobra 11 – Die Autobahnpolizei, die am 7. April 2016 ausgestrahlt wurde, trägt den Titel Cobra, übernehmen Sie!

## Synchronisation
Die Synchronisation von Mission: Impossible gliedert sich in verschiedene Phasen, die in einem Zeitraum von über 20 Jahren von unterschiedlichen Fernsehsendern in Auftrag gegeben und von verschiedenen Synchronfirmen bearbeitet wurden. Mittlerweile sind alle Episoden in einer deutschen Fassung erhältlich.
Erste Synchronphase – Kobra, übernehmen Sie
- Erstausstrahlung: ARD, Dezember 1967 bis Mai 1968
- Neun der insgesamt 28 Episoden der 1. Staffel wurden in wahlloser Reihenfolge und um ca. 4 Minuten gekürzt ausgestrahlt.
- Die Synchronisation wurde von der Bavaria Atelier Gesellschaft erstellt.

| Darsteller    | Charakter       | Sprecher            |
| ------------- | --------------- | ------------------- |
| Steven Hill   | Daniel Briggs   | Hellmut Lange       |
| Barbara Bain  | Cinnamon Carter | Rose-Marie Kirstein |
| Greg Morris   | Barney Collier  | Manfred Schott      |
| Peter Lupus   | Willy Armitage  | Norbert Gastell     |
| Martin Landau | Rollin Hand     | Erik Schumann       |
| Bob Johnson   | Tonbandstimme   | Hanns Müller-Trenck |

Zweite Synchronphase – Kobra, übernehmen Sie
- Erstausstrahlung: ARD, Juni 1969 bis November 1969
- Von den 49 Episoden der 2. und 3. Staffel wählte man 13 Episoden aus, die man wiederum ungeordnet und um ca. 4 Minuten gekürzt ausstrahlte.
- Die Synchronisation wurde von der Bavaria Atelier Gesellschaft erstellt. Die Dialoge schrieb Alice Franz und Regie führte Hans Grimm.

| Darsteller    | Charakter       | Sprecher                                                     |
| ------------- | --------------- | ------------------------------------------------------------ |
| Peter Graves  | Jim Phelps      | Joachim Cadenbach                                            |
| Martin Landau | Rollin Hand     | Erik Schumann                                                |
| Barbara Bain  | Cinnamon Carter | Rose-Marie Kirstein                                          |
| Greg Morris   | Barney Collier  | Manfred Schott                                               |
| Peter Lupus   | Willy Armitage  | Norbert Gastell                                              |
| Bob Johnson   | Tonbandstimme   | Wolf Ackva (2. Staffel) und Christian Marschall (3. Staffel) |

Dritte Synchronphase – Unmöglicher Auftrag
- Erstausstrahlung: 1978 bzw. 1987
- 23 Episoden aus den Staffeln 4 bis 7 wurden ausgewählt und in ungeordneter Reihenfolge ausgestrahlt. Sämtliche Rollen wurden mit anderen Sprechern besetzt.
- Die Synchronisation wurde von der Bavaria Atelier Gesellschaft erstellt.

| Darsteller       | Charakter           | Sprecher                                |
| ---------------- | ------------------- | --------------------------------------- |
| Peter Graves     | Jim Phelps          | Hartmut Reck                            |
| Leonard Nimoy    | Paris – „The Great“ | Klaus Kindler (4. und 5. Staffel)       |
| Greg Morris      | Barney Collier      | Christian Brückner                      |
| Peter Lupus      | Willy Armitage      | Fred Klaus                              |
| Lee Meriwether   | Tracey              | Karin Kernke (4. Staffel)               |
| Lesley Warren    | Dana Lambert        | Marion Hartmann (5. Staffel)            |
| Lynda Day George | Lisa Casey          | Rose-Marie Kirstein (6. und 7. Staffel) |
| Sam Elliot       | Doug Lane           | Michael Brennicke (5. und 6. Staffel)   |
| Barbara Anderson | Mimi Davis          | Viktoria Brams (7. Staffel)             |
| Bob Johnson      | Tonbandstimme       | Wolf Ackva                              |

Vierte Synchronphase – Kobra, übernehmen Sie
- Erstausstrahlung: ProSieben: 61 Folgen, März 1990 bis August 1992; Kabel 1: 59 Folgen, März 1993 bis August 1993
- Ab 1990 wurden die fehlenden Episoden (bis auf Echo of Yesterday) in Berlin (Wenzel Lüdecke) mit wiederum anderen Sprechern synchronisiert.
- Die Synchronisation wurde von der Berliner Synchron Wenzel Lüdecke erstellt. Die Bücher schrieben u. a. Wolfgang Kühne, Arne Elsholtz, Andreas Pollak und Ute Landfried-Marin. Dialogregie führten: Eva Renzi und Rüdiger Joswig.

| Darsteller       | Charakter           | Sprecher                           |
| ---------------- | ------------------- | ---------------------------------- |
| Peter Graves     | Jim Phelps          | Rüdiger Joswig                     |
| Steven Hill      | Daniel Briggs       | Frank-Otto Schenk                  |
| Martin Landau    | Rollin Hand         | Lothar Hinze                       |
| Leonard Nimoy    | Paris – „The Great“ | Hans-Werner Bussinger              |
| Greg Morris      | Barney Collier      | Tom Deininger                      |
| Peter Lupus      | Willy Armitage      | Uwe Jellinek                       |
| Lee Meriwether   | Tracey              | Hanna Petkoff (4. Staffel)         |
| Lesley Warren    | Dana Lambert        | Hanna Petkoff (5. Staffel)         |
| Lynda Day George | Lisa Casey          | Ute Brankatsch (6. und 7. Staffel) |
| Sam Elliot       | Doug Lane           | Andreas Hosang (5. Staffel)        |
| Barbara Anderson | Mimi Davis          | Cathrin Vaessen (7. Staffel)       |
| Bob Johnson      | Tonbandstimme       | Klaus Miedel                       |

Fünfte Synchronphase – DVD – Nachsynchronisation
- 2006 erschien die Serie auf DVD. Da die ARD-Episoden gekürzt waren, entschied man sich in den ersten zwei Staffeln die fehlenden Sätze mit ähnlich klingenden Sprechern nachzusynchronisieren. Ab der 3. Staffel beließ man die bis dahin gekürzten Sätze im Original, sodass sich stellenweise deutsche und englische Sätze abwechseln.
- Die Episode Echo of Yesterday wurde mit den Sprechern der vierten Synchronphase erstmals synchronisiert, da sie bis dahin nicht bearbeitet worden war. Lediglich das Tonband hatte nun die Stimme von Ernst Meincke, da Klaus Miedel bereits verstorben war.

| Darsteller    | Charakter       | Sprecher            |
| ------------- | --------------- | ------------------- |
| Peter Graves  | Jim Phelps      | Thomas Petruo       |
| Steven Hill   | Daniel Briggs   | Thomas Nero Wolff   |
| Martin Landau | Rollin Hand     | Klaus Nietz         |
| Barbara Bain  | Cinnamon Carter | Traudel Haas        |
| Greg Morris   | Barney Collier  | Charles Rettinghaus |
| Peter Lupus   | Willy Armitage  | Stephan Thomas      |